# Registre Nacional de Llocs Històrics

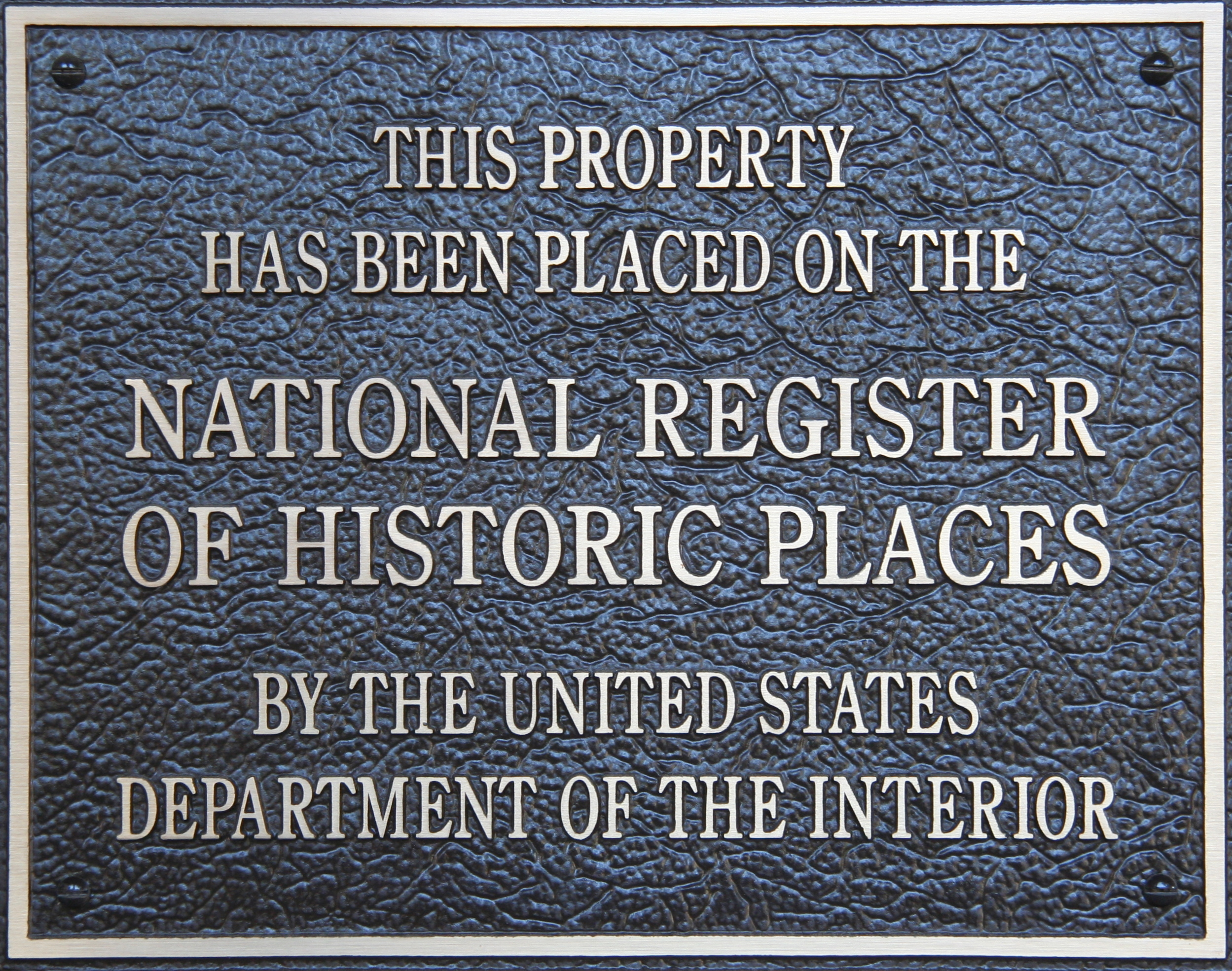
Aquesta propietat
ha estat inclosa en el
Registre Nacional
de Llocs Històrics
pel Departament de l'Interior
dels Estats Units
Placa que es posa als objectes protegits.

El Registre Nacional de Llocs Històrics dels Estats Units («National Register of Historic Places», NRHP) és un registre oficial que elabora les llistes de les propietats —districtes, llocs, edificis, estructures i objectes— que es consideren que mereixen ser preservades per llurs valors històrics. El Registre Nacional va ser establert en la llei de Preservació Històrica Nacional de 1966 («National Historic Preservation Act», NHPA), que va determinar també el procés per incloure-hi propietats. El Registre ha estat administrat des de la seva creació, i gairebé exclusivament, pel National Park Service (NPS), dependent del Departament de l'Interior.
El seu objectiu és ajudar els propietaris i a associacions —com el National Trust for Historic Preservation— a coordinar, definir i protegir els llocs històrics dels Estats Units. Encara que la inscripció en les llistes del Registre Nacional sigui en si mateixa sobretot simbòlica, ja que no garanteix cap protecció de la propietat, permet que els propietaris puguin accedir a subvencions federals i també que els sigui aplicable freqüentment certes lleis municipals favorables que depenen d'aquest estatus.
El Registre categoritza els llistats generals en un de cinc tipus de propietats: construccions, estructures, llocs, objectes i districtes històrics (que consisteixen en propietats contribuïdores i no-contribuïdores). En alguns casos s'inclouen en el Registre certs llocs històrics localitzats fora del país, però associats amb els Estats Units (com l'Ambaixada dels Estats Units a Tànger). Els béns del registre poden ser nomenats en una varietat de formes, incloent propietats individuals, districtes històrics i admissió de propietats múltiple («multiple property submissions», MPS). Durant el procés de nominació, la propietat s'avalua atenent als quatre criteris fixats en la llei, l'aplicació de la qual ha estat objecte de crítiques per acadèmics de la història i experts en preservació, així com pel públic, i els mateixos polítics.
Les propietats que passen a dependre del Servei de Parcs Nacionals —com els monuments històrics nacionals («National Historic Landmarks», NHL), llocs històrics nacionals («National Historic Sites», NHS), parcs històrics nacionals («National Historical Parks», NHP), parcs militars i camps de batalla nacionals («National Military Parks», NMP i «National Battlefields», NB), monuments commemoratius nacionals («National Memorials», NMEM) i alguns dels monuments nacionals («National Monuments», NM)— s'afegeixen automàticament al Registre Nacional.
Del més d'un milió de propietats incloses al Registre Nacional, 80.000 estan enumerades individualment. La resta són membres contribuïdors dins de districtes històrics. Cada any s'agreguen al Registre Nacional aproximadament 30.000 noves propietats, tant de forma individual com formant part de districtes històrics.

## Història

### Primers anys

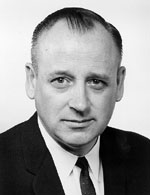
George B. Hartzog, Jr., Director dels Serveis de Parcs Nacionals des del 8 de gener de 1964 fins al 31 de desembre de 1972.

L'abril del 1966, sis mesos abans que es creés el Registre Nacional de Llocs Històrics, els programes de recerca històrica del Servei de Parcs Nacionals van ser centralitzats en l'oficina de Robert M. Utley, historiador i president del Servei Nacional de Parcs a Washington, D.C. com a part d'un pla general denominat «MISSION 66». El 15 d'octubre de 1966, la llei de Preservació Històrica Nacional va crear el Registre Nacional de Llocs Històrics i la corresponent Oficina Estatal de Preservació Històrica («State Historic Preservation Offices», SHPO). Inicialment, el Registre estava integrat pels monuments històrics nacionals («National Historic Landmarks») designats abans de la creació del Registre i per tots els llocs històrics que pertanyien al Sistema de Parcs Nacionals («National Park System»). L'aprovació d'aquesta llei, que va ser esmenada en 1980, va representar que per primera vegada els Estats Units disposaven d'una política àmplia per a la preservació dels llocs històrics. Si bé el Registre Nacional no preveia una protecció específica per a les propietats que s'hi incloguessin, si requeria que les agències federals avaluessin l'impacte de les seves activitats als edificis i propietats enllistades i/o elegibles per a la seva inclusió en el Registre. La llei de 1966 requeria que aquestes agències treballessin en conjunció amb el SHPO i una agència federal independent, el Consell Assessor en la Preservació Històrica («Advisory Council on Historic Preservation», ACHP) per enfrontar els efectes adversos que les actuacions federals poguessin ocasionar en la preservació històrica.
Una altra agència depenent del Departament de l'Interior, el Servei de Parcs Nacionals, tenia ja l'experiència d'haver supervisat l'Enquesta d'Edificis Històrics dels Estats Units («Historic American Buildings Survey», 1933) i l'Enquesta de Llocs Històrics («Historic Sites Survey», autoritzada en 1935). A causa d'això, i al fet que el Servei de Parcs ja gestionava nombroses propietats històriques considerades com a parc nacional, el Sistema Nacional de Parcs era l'opció més lògica per gestionar el nou programa de preservació històrica. Per incorporar el recentment creat Registre Nacional de Llocs Històrics, el Servei de Parcs Nacionals, sota la direcció de George B. Hartzog, Jr, va crear una nova divisió administrativa denominada Oficina d'Arqueologia i Conservació Històrica («Office of Archeology and Historic Preservation», OAHP). La divisió devia supervisar els diferents programes de recursos culturals existents, incloent l'Enquesta de Llocs Històrics, la divisió d'història sota la direcció d'Utley i l'Enquesta d'Edificis Històrics, igual que el nou Registre Nacional de Llocs Històrics i el Fons de Preservació Històrica («Historic Preservation Fund»). Ernest Connally va ser nomenat primer director de l'oficina i ell va ser qui va observar que la preservació històrica dels Estats Units hauria de ser duta a terme «amb l'informe d'assessorament i l'assistència dels professionals i organitzacions acadèmiques de les disciplines més directament relacionades amb l'esforç, com història, arquitectura i arqueologia». Dins de l'OAHP es crearen noves divisions per a ocupar-se del nou Registre Nacional. El primer Guardià oficial del Registre va ser William J. Murtagh, un historiador de l'arquitectura.
En els primers anys del registre, finals dels anys 1960 i 1970, l'organització era molt laxa i l'Oficina Estatal de Preservació Històrica era molt petita, tant en personal com en fons. De fet, el pressupost era molt ajustat però el Fondo de Conservació Històrica proporcionava els fons per facilitar ajudes als propietaris, en primer lloc en cases museu i edificis institucionals i després també en les estructures comercials. Durant aquest primer període, la SHPO tenia poc temps per desenvolupar una planificació seriosa, malgrat buscar-ho, ja que les exigències de salvar les propietats històriques i la creació d'organitzacions des de zero va fer que es consumissin la major part dels recursos de l'oficina estatal. Com a resultat, ni les Oficines de Conservació Històrica Estatals («State Historic Preservation Offices») ni l'OAHP van poder realitzar una veritable planificació. En 1969 Connally li va dir a Charles Lee, un alt funcionari de la Conservació Històrica de Carolina del Sud, «escriu un paràgraf o dos sobre cadascun d'aquests encapçalaments. Anomena'l 'Pla Preliminar de Conservació Històrica de Carolina del Sud'. Si té algun sentit, l'aprovaré, i ja pots presentar projectes reals».

### Reorganització de 1973
En 1973, els programes d'història del NPS associats tant al Sistema de Parcs Nacionals i al Registre Nacional van ser formalment dividits en dues direccions adjuntes: la Direcció Adjunta d'Arqueologia i Conservació Històrica («Assistant Directorate for Archeology and Historic Preservation», ADAHP) i la Direcció Adjunta per a la Conservació de Parcs Històrics («Assistant Directorate for Park Historic Preservation», ADPHP).
La Direcció Adjunta d'Arqueologia i Conservació Històrica es devia ocupar dels recursos culturals són externs al sistema de Parcs Nacionals i incloïa divisions de Subvencions («Grants»), Registre Nacional («National Register»), Enquestes Històriques i Arquitectòniques («Historical and Architectural Surveys») i les Divisions Interagències del Servei de Parcs («Interagency Services Divisions of the Park Service»). La Direcció Adjunta per a la Conservació de Parcs Històrics, d'altra banda, es devia ocupar principalment dels recursos interns relacionats amb el *NPS i incloïa les divisions d'Història, Arqueologia i Arquitectura Històrica.

### Programa d'incentius
Fins a 1976 els incentius fiscals eren pràcticament inexistents per als edificis inclosos en el Registre Nacional. Abans de 1976, el codi d'impostos federals afavoria la nova construcció sobre la reutilització de les estructures existents, de vegades històriques. Després de 1976, el codi tributari es va modificar per oferir incentius fiscals que promoguessin la preservació dels ingressos que produeixen els béns històrics. La responsabilitat de garantir que només les rehabilitacions que conservessin el caràcter històric dels edificis es beneficiessin dels incentius fiscals va recaure en el Servei de Parcs Nacionals. Les propietats i llocs que apareixen en el Registre, així com els que es consideren propietats contribuïdores d'un districte històric «aprovat pel Servei de Parcs», es van convertir en elegibles per als beneficis d'impostos federals.
Els propietaris de propietats que figuren en el Registre Nacional poden ser bonificats amb un crèdit fiscal del 20% de la inversió de «rehabilitacions certificades dels ingressos que produeixen estructures històriques certificades» ("certified rehabilitation of income-producing certified historic structures."). La rehabilitació pot ser comercial, industrial o residencial, o per al lloguer. El programa d'incentius fiscals és operat pel Programa d'Incentius Fiscals de Preservació Històrica Federal («Federal Historic Preservation Tax Incentives Program») que és administrat conjuntament pel Servei de Parcs Nacionals, SHPO, i el Servei d'Impostos Interns («Internal Revenue Service»). A més del 20% del crèdit fiscal el programa d'incentius ofereix un 10% de crèdit fiscal per a la rehabilitació a propietaris de propietats no-històriques i edificis no residencials construïts abans de 1936.
L'incentiu fiscal del 20% té clàusules molt específiques que indiquen quan es pot aplicar. El crèdit pot ser utilitzat per a «qualsevol projecte que el Secretari de l'Interior designi una rehabilitació certificada d'una estructura històrica certificada» («certified rehabilitation of income-producing certified historic structures»).
El NHPA no fa cap distinció entre propietats que figuren en el Registre i els designats com a monuments històrics nacionals («National Historic Landmarks»), quant a la qualificació dels incentius fiscals o subvencions. Això va ser deliberat per part dels autors de la llei de 1966, ja que l'experiència ha demostrat que les categories d'importància provoquen que les categories més baixes es converteixin en prescindibles. En essència, això redueix el paper dels monuments històrics en poc més que el "quadre d'honor" ("honor roll") del Registre Nacional de Llocs Històrics.

### Dependent del Servei de Recreació (1978-81)

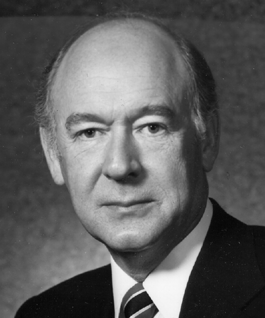
Cecil D. Andrus, Secretari de l'Interior (1977-81) va treure el Registre Nacional de la jurisdicció del Servei de Parcs Nacionals en 1978.

Des de 1978 fins a 1981, sota l'administració del president Jimmy Carter, l'agència encarregada del NRHP va ser el Servei de Conservació del Patrimoni i Recreació («Heritage Conservation and Recreation Service», HCRS) depenent del Departament de l'Interior. El breu període en què el Servei de Parcs Nacionals no va tenir el Registre sota els seus auspicis va començar en l'estiu de 1978, quan la separació entre les dues adreces creades en 1973 es va fer més pronunciada. El Secretari de l'Interior Cecil D. Andrus va transferir l'autoritat sobre la Direcció Adjunta d'Arqueologia i Conservació Històrica, que incloïa el Registre Nacional de Llocs Històrics, al nou Servei de Conservació del Patrimoni i Recreació.
El temps en què el Registre Nacional va dependre de l'HCRS, tots els programes relacionats amb la preservació històrica iniciats en l'antic Servei de Parcs Nacionals, van passar a dependre de l'Oficina de Recreació a l'aire lliure («Bureau of Outdoor Recreation», BOR) i del Programa de Monuments Històrics Nacionals («National Historic Landmarks Program»). Va ser una etapa tumultuosa. Carter va confiar per dirigir el novell HCRS en l'administrador Chris T. Delaporte, antic cap de l'Oficina de Recreació. El seu enèrgic estil de gestió i la falta d'experiència en la preservació històrica el van separar de les entitats estatals i federals encarregades del tema i van deslligar protestes per part dels Estats.
Quan James G. Watt va ser nomenat per Ronald Reagan per al lloc d'Interior, una de les seves primeres decisions va ser la supressió de l'HCRS. Aquest moviment va transferir les divisions sota el seu control de retorn al Servei de Parcs Nacionals, dirigit per Jerry L. Rogers.

### Segona reorganització de 1983
Al febrer de 1983, les dues direccions adjuntes creades en 1973 es van fusionar per promoure l'eficiència i després de reconèixer que els programes dels recursos culturals associats amb ambdues adreces eren interdependents. Rogers, descrit com un hàbil administrador sensible a la necessitat que el NPS treballés amb la SHPO, el món acadèmic i els governs locals, va ser escollit per dirigir la nova direcció adjunta fusionada. Quan el NPS va ser reorganitzat a mitjan anys 1960 s'havien eliminat els llocs d'historiadors regionals que s'havien fusionat en l'oficina d'Utley a Washington. La reorganització de 1983 va suposar la volta a l'organització prèvia a la MISSION 66.

### Treball amb les oficines estatals
La llei de Preservació Històrica Nacional de 1966 va establir que el pla de preservació històrica dels Estats Units no es basava en un model federal sinó en un sistema altament descentralitzat que permetés als Estats dur a terme activitats que permetessin al govern federal complir els estàndards de la llei. A pesar que inicialment no es detallava en la llei la dependència de les Oficines Estatals de Preservació Històrica, finalment es van convertir en importants com a part del procés de la inclusió de béns en el Registre Nacional. Les esmenes a la llei de 1980 també van establir les responsabilitats de les Oficines Estatals relatives al Registre Federal.
En 1987, hi havia 57 Oficines Estatals de Preservació Històrica separades en 57 jurisdiccions, els cinquanta estats i alguns dels territoris dels Estats Units. Les Oficines Estatals ajuden en la gestió del Registre Nacional i als programes d'incentius, assumint els estats gran part de la responsabilitat de supervisar la rehabilitació de les construccions dels llocs històrics inscrits en el Registre. El resultat és que el NPS estableix les normes i les prioritats, administra el programa de beques, i manté el control de qualitat, mentre que les Oficines Estatals realitzen el treball com a agents del govern federal.

### Creixement
El Registre Nacional de Llocs Històrics ha crescut considerablement des dels seus inicis després de la legislació de 1966. En 1986, ciutadans i grups van designar 3.623 propietats independents, llocs i districtes per a la seva inclusió en la NRHP, d'un total de 75.000 propietats independents. En 1998, incloent els districtes històrics i edificis llistats individualment, hi havia més d'1.000.000 d'edificis, llocs i estructures que apareixien en el Registre. Cada any s'agreguen uns 30.000 elements més. En 2007 hi havia més de 80.000 llistats en el Registre Nacional de Llocs Històrics.

## Tipus de propietats

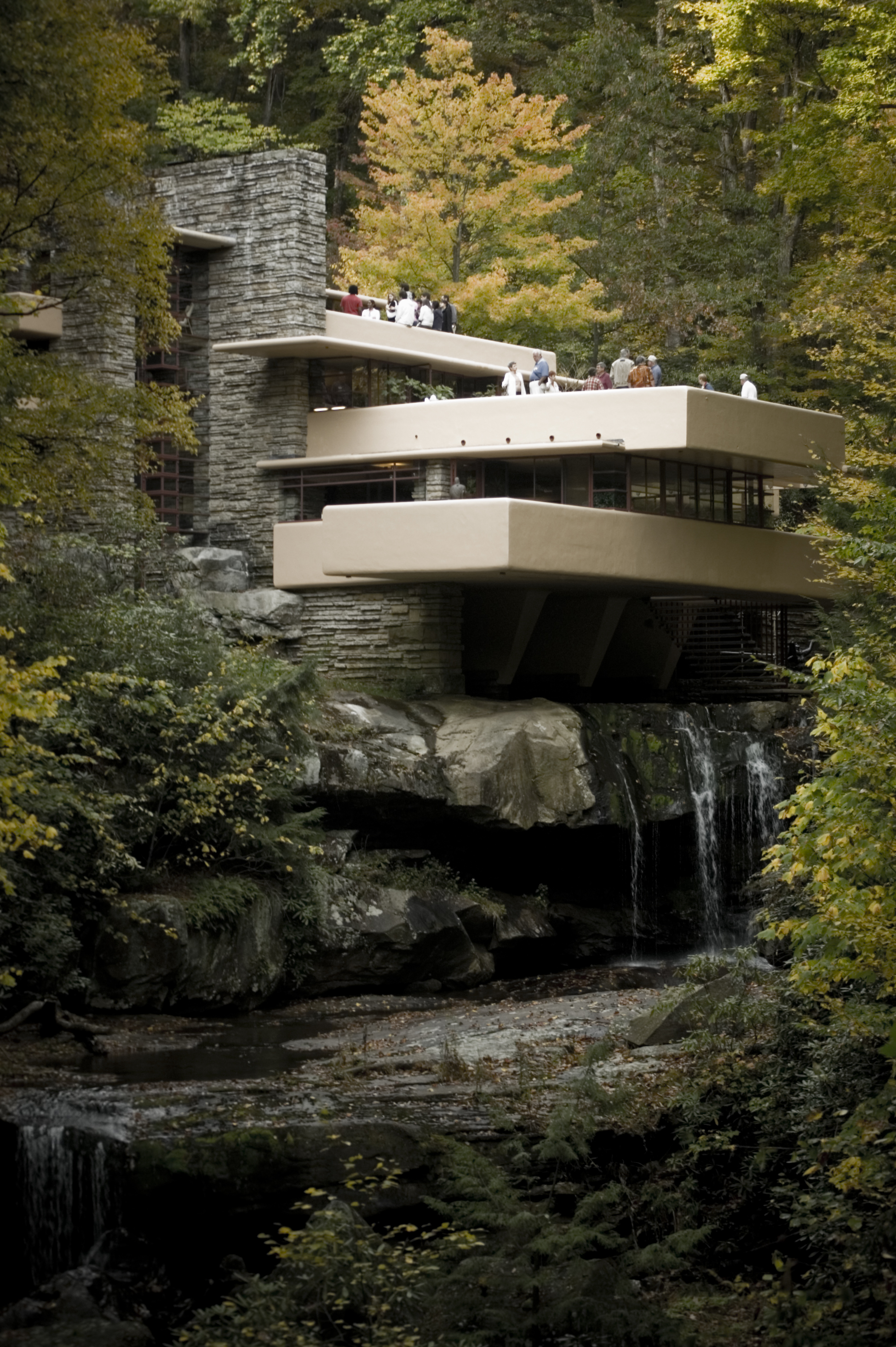
La famosa Casa de la Cascada de Frank Lloyd Wright és un exemple d'un edifici.

El Registre Nacional de Llocs Històrics classifica les seves llistes en les següents cinc categories de tipus de propietats:
- Edificis («Buildings»), definits com a qualsevol tipus de construcció destinada a albergar activitats humanes, i que inclouen cases, graners, hotels, esglésies o construccions similars com un jutjat o una presó.[14]
- Estructures («Structures») que són construccions destinades a finalitats diferents a albergar activitats humanes, com a avions, aspiradors de gra, gazebos o ponts.
- Objectes («Object»), en general de caràcter artístic, o de petita escala en comparació de les estructures i edificis. Encara que els objectes poden ser mòbils generalment estan associats amb un lloc específic o medi ambient i poden ser monuments, escultures i fonts.
- Llocs («Sites»), que són el lloc d'esdeveniments significatius que poden ser històrics o prehistòrics en la naturalesa i representen activitats, i edificis (dempeus, en ruïnes o desapareguts). Amb els llocs és la mateixa ubicació que és d'interès històric i cultural que posseeix valors arqueològic, independentment del valor de totes les estructures que puguin existir actualment en la ubicació. Alguns exemples de llocs inclouen, naufragis, camps de batalla, campaments, característiques naturals i coves.
- Districtes històrics («Historic districts»), que posseeixen una concentració, vinculació o continuïtat de les anteriors quatre tipus de propietats. Els objectes, les estructures, edificis i llocs dins d'un districte històric estan units històrica o estèticament, ja sigui per elecció o per la naturalesa del seu desenvolupament. Consisteixen en propietats contribuïdores i no contribuïdores.

Totes les propietats generalment entren en una sola de les cinc categories anteriors, encara que hi ha consideracions especials per a certes propietats que no encaixen en aquestes cinc grans categories o encaixen en subcategories més especialitzades. El Registre Nacional publica una sèrie de butlletins destinats a ajudar a avaluar i aplicar els criteris d'avaluació dels diferents tipus de propietats. I encara que els criteris són sempre els mateixos, la forma que s'apliquen poden variar lleugerament, depenent del tipus de béns involucrats. Aquests butlletins permeten l'aplicació dels criteris a propietats especials, com les destinades a l'assistència a la navegació, camps de batalla històrics, jaciments arqueològics, propietats d'aviació, cementiris i llocs d'enterrament, paisatges històrics dissenyats, jaciments miners, oficines de correus, propietats associades amb personatges importants, propietats que van aconseguir obtenir importància en els últims 50 anys, un paisatge rural històric, propietats culturals tradicionals, vaixells i naufragis.
Quan múltiples propietats se sotmeten com un grup i que s'enllisten junts, es coneixen com a admissió de propietat múltiple («Multiple Property Submission»).

### Edificis

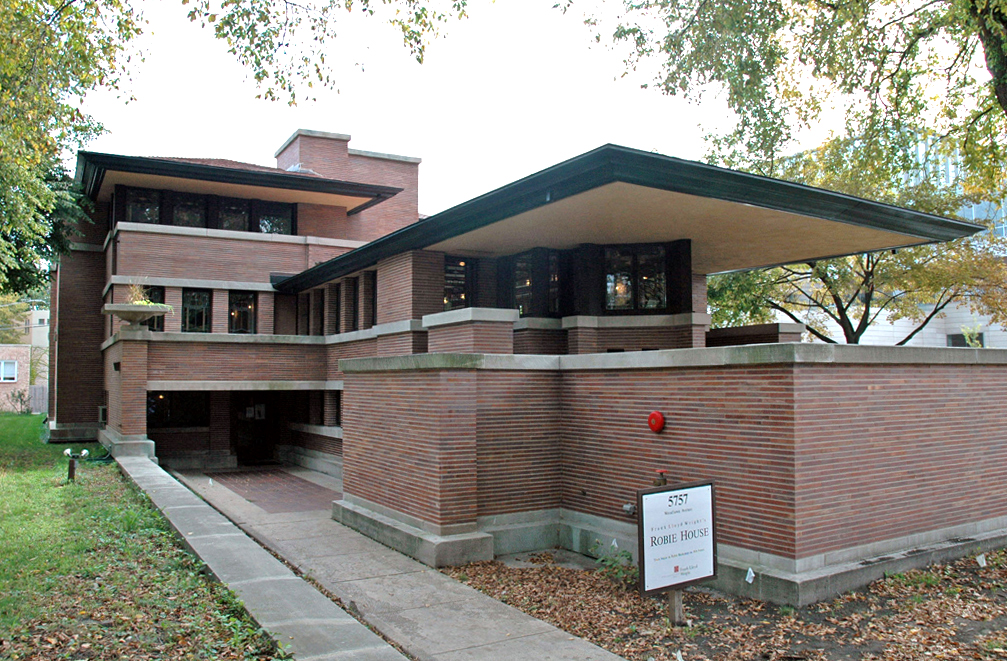
Robie House per Frank Lloyd Wright exemple d'edifici en categoria C.

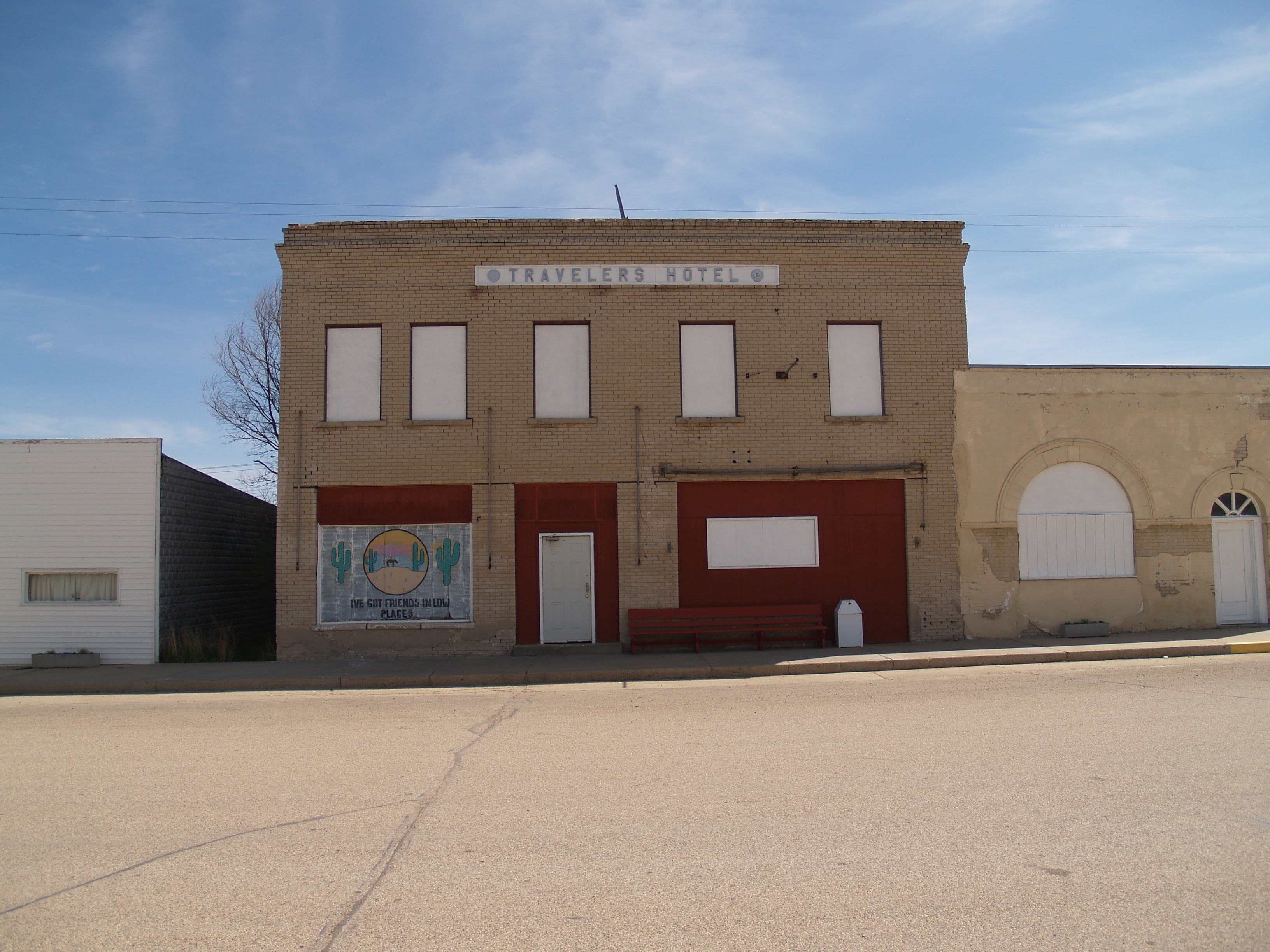
El Travelers Hotel a Noonan, Dakota del Nord.

Els edificis, tal com es defineixen en el Registre Nacional, es distingeixen en el sentit tradicional. Els exemples inclouen cases, graners, hotels, esglésies o construccions similars. Ells són creats principalment per albergar "activitats humanes". El terme edificis, com en una edificació annexa, pot ser usat per referir-se a unitats històricament i funcionalment relacionades, com un palau de justícia i una presó o un graner i una casa.
Els edificis inclosos en el Registre Nacional de Llocs Històrics han de tenir tots els seus elements estructurals bàsics com a parts d'edificis, com, bastidors, interiors o façanes no són elegibles per al Registre Nacional. Com a tal, tot l'edifici és considerat durant la presentació de candidatures i les seves importants funcions han de ser identificats. Si un edifici designat ha perdut algun dels seus elements estructurals bàsics es considera com una ruïna i es categoritza com a lloc.

### Districtes històrics

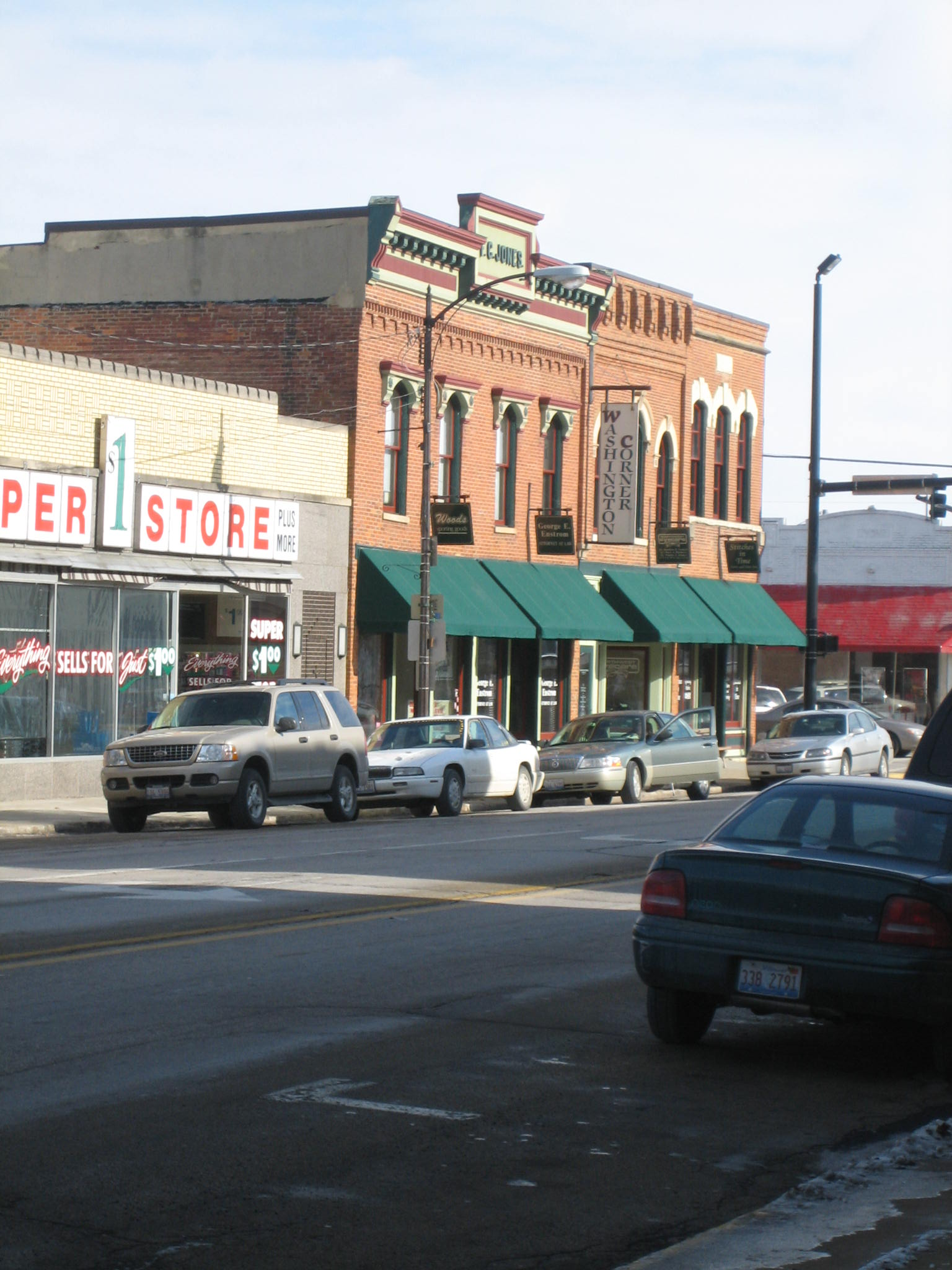
Els districtes històrics sovint abarquen nombrosos edificis, com aquests al Districte Històric Comercial d'Oregon, a Illinois.

El Registre defineix un districte històric com «una àrea geogràficament definible, urbana o rural, que posseeix una significativa concentració, vinculació o continuïtat de llocs, edificis, estructures o objectes units per esdeveniments passats o, estèticament, per un pla de desenvolupament físic. Un districte pot tenir també elements individuals separats geogràficament però units per associació o història».
Una propietat contribuïdora és qualsevol edifici, estructura, objecto lloc dins dels límits del districte en la qual contribueix a la seva associació històrica, arquitectura històrica arqueològica d'un districte històric. Un altre aspecte fonamental de la propietat està contribuint la integritat històrica. Una alteració important per a una propietat pot danyar les seves connexions físiques amb el passat, la reducció de la seva integritat històrica.
Per regla general, les propietats contribuïdores són les que ajudessin a formar un districte històric. Una mansió del segle xix estil Queen Anne, com la Casa David Syme, és una propietat que contribueix al mateix temps una moderna estació de gasolina dins dels límits del districte històric no és una propietat contribuïdora.

### Objectes

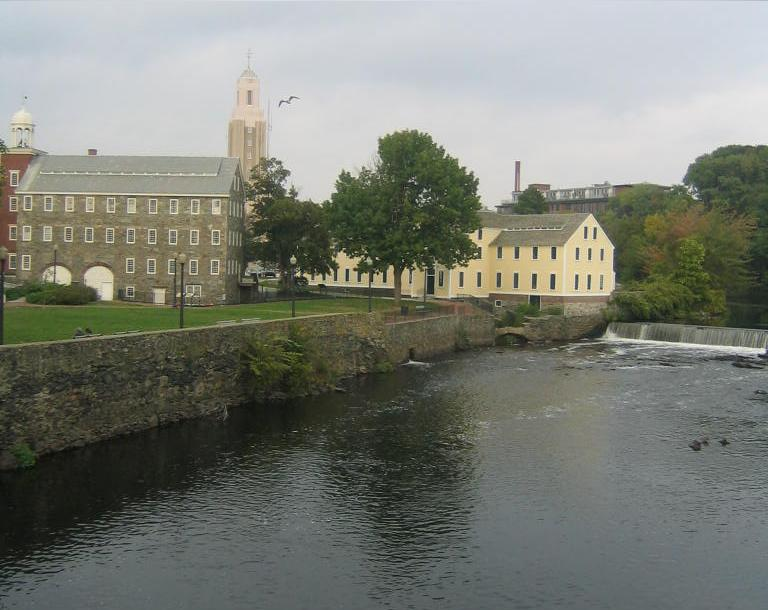
Un molí històric a Rhode Island, NRHP de referència número 66000001, fou el 13 de novembre de 1966, el primer objecte inscrit en el Registre.

Els objectes són en general de caràcter artístic, o de petita escala en comparació de les estructures i edificis. Encara que els objectes poden ser béns movibles que estan generalment associats amb un lloc específic o medi ambient. Exemples d'objectes inclouen, als monuments, escultures i fonts.
Els objectes considerats per a la seva inclusió en el NRHP, en forma individual o com a part dels districtes, han de designar-se per a una ubicació específica, és a dir, objectes transportables, com una escultura, mobles i uns altres arts decoratives que manquen d'un lloc determinat pot ser que no s'incloguin. Escultura a l'aire lliure, són un exemple d'art públic, seria un bon objecte d'inscripció en el Registre. La fixació d'un objecte és important en relació amb el Registre. L'objecte ha de ser adequat per al seu ús històric important, rols, o caracteritzacions. A més, els objectes que han estat traslladats a un museu no són considerats per a la seva inclusió en el Registre.

### Llocs

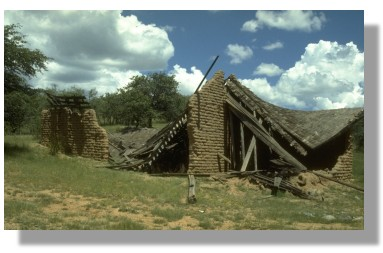
Les ruïnes d'un graner al Districte Històric de Kentucky Camp, Arizona, qualifica com un lloc.

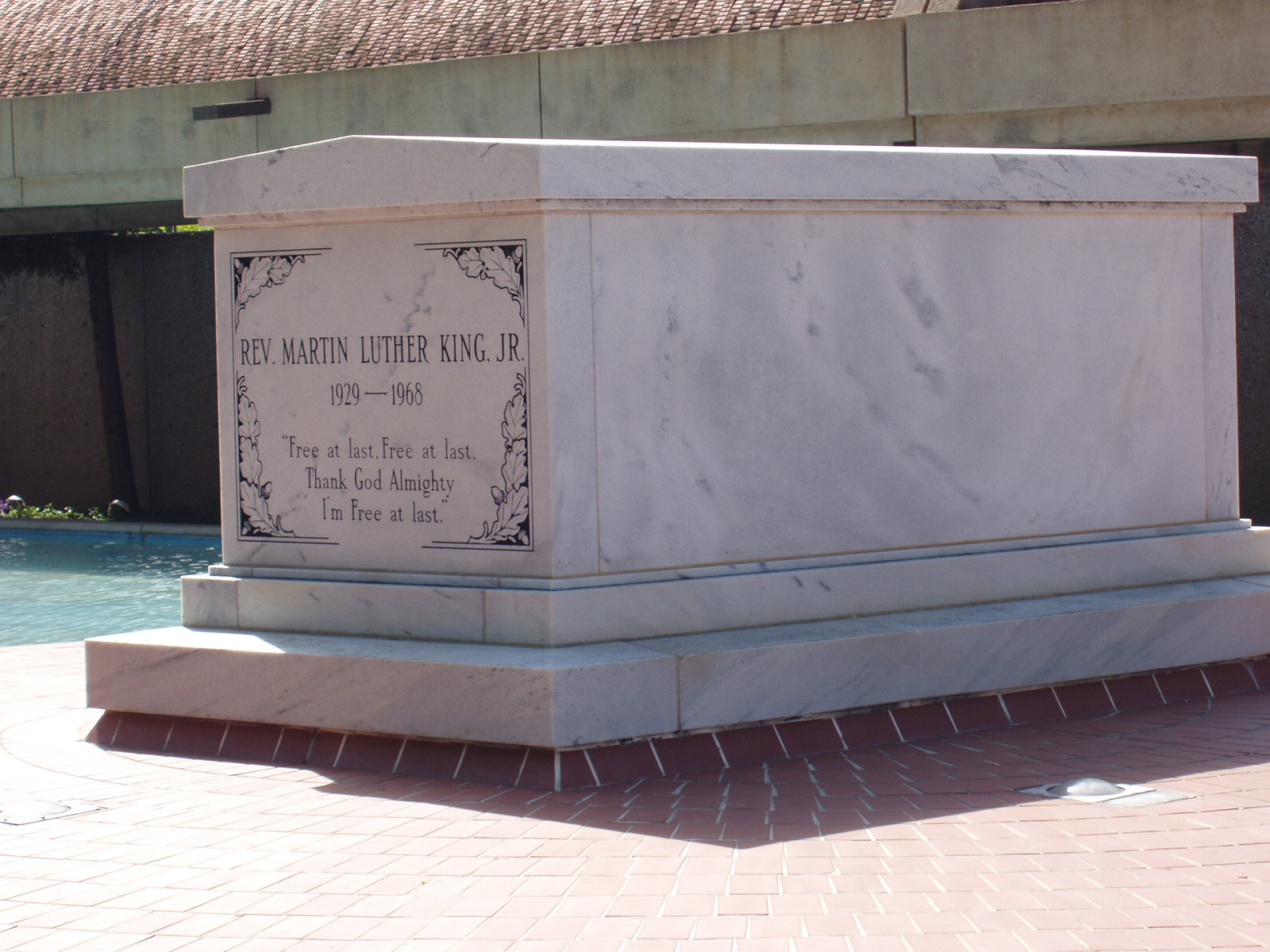
Tomba de Martin Luther King Jr a Atlanta, Geòrgia com a part d'un Lloc històric nacional està automàticament inscrit al "National Register".

Els llocs ("sites") són els llocs dels esdeveniments significatius que poden ser històrics o prehistòrics en la naturalesa i representen activitats, els edificis (dempeus, en ruïnes o desapareguts). Amb els llocs és la mateixa ubicació que és d'interès històric i cultural que posseeix valor arqueològic, independentment del valor de totes les estructures que puguin existir actualment en la ubicació. Alguns exemples de llocs inclouen, naufragis, camps de batalla, campaments, característiques naturals i coves.
Els llocs amb freqüència posseeixen importància pel seu potencial per produir informació en el futur, encara que són afegits al Registre en virtut dels quatre criteris d'inclusió. Els llocs no han de tenir restes físiques si es troben en una ubicació prehistòrica o d'esdeveniments històrics, o si no havien edificis o estructures presents en el moment dels fets marcats en el lloc. La determinació del lloc pot tenir una avaluació acurada quan la ubicació prehistòrica o d'esdeveniments històrics no pot ser determinada.
Els llocs estan representats per diferents locals. Un lloc pot ser una fita natural fortament associat amb un pes significatiu en la prehistòria o esdeveniments històrics. Encara que, en general, el Registre exclou les masses d'aigua, fins i tot si aquests llocs van formar part d'un paper molt important durant el desenvolupament històric de la zona. La documentació més apropiada sobre la importància dels cursos d'aigua natural és a través de la presentació de candidatures i la inclusió al registre de propietats associades amb els cursos d'aigua.

### Estructures

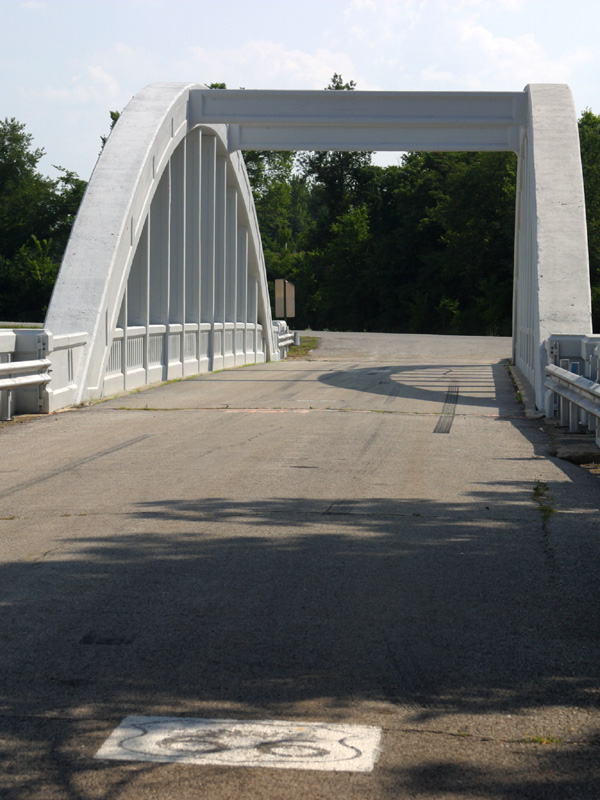
Pont Brush Creek a Kansas és un exemple d'una estructura.

Les estructures difereixen dels edificis, en la mesura en què són funcionals i construccions destinades a ser utilitzada per a finalitats diferents que alberguen l'activitat humana. Els exemples inclouen, a avions, aspiradors de gra, gazebos i ponts.
Per a les estructures designades s'apliquen els criteris de la mateixa manera que ho són per als edificis. La base estructural de tots els elements han d'estar intactes, cap part individual de l'estructura són elegibles per a la inclusió per separat en el NRHP. Un exemple seria una armadura d'un pont que seria examinanda per a la seva inclusió. Es diu que un pont d'armadura està compost de metall o d'estructura de fusta, pilars i soportadors de ports; perquè una propietat sigui inclosa en el Registre deu tenir tots els seus elements. Les estructures que han perdut la seva configuració històrica o patrons d'organització a través de demolicions o deterioració, igual que els edificis, es consideren ruïnes i són classificats com a llocs.

#### Jaciments arqueològics
Les propietats arqueològiques estan subjectes als mateixos quatre criteris com altres propietats per a la inclusió en el NRHP. Els jaciments arqueològics també ha de complir almenys un dels criteris. Moltes de les propietats llistades en la qual s'han adherit al Registre sota el primer, segon i quart criteri tenen els seus jaciments arqueològics intactes. Sovint, aquests dipòsits són indocumentats, per exemple, un caseriu del segle xix és probable que es mantingui intactes els dipòsits arqueològics indocumentats.

#### Llocs marítims

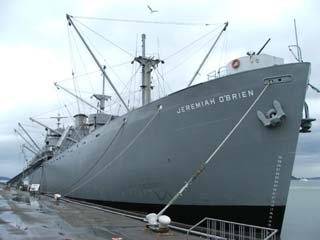
El SS Jeremiah O'Brien és un exemple d'una propietat marítima a San Francisco.

En el desè any del Registre Nacional, en 1976, va haver-hi 46 naufragis i vaixells que figuraven en el NRHP. En 1985 el Congrés va promulgar que el Servei de Parcs Nacionals realitzaria un estudi de llocs històrics marítims, inclosos els militars, conjuntament amb el Fons Fiduciari Nacional per a la Preservació Històrica i la preservació de la comunitat marítima. El programa va ser conegut com la Iniciativa Marítima Nacional. L'objectiu del programa era establir prioritats per a la preservació dels recursos marítims i recomanar papers per al govern federal i el sector privat per fer front a aquestes prioritats. El programa va categoritzar els recursos marítims coneguts dels Estats Units en una de les vuit categories. Entre elles figuraven: conserves de bucs històrics, naufragis i vaixells vells (aquells bucs que no estaven a flotació, però que no estaven totalment submergits), documentació (registres, diaris, cartes, fotos, etc.), ajudes a la navegació (incloent les estacions de guardacostes i estacions salvavides), els espais marins i estructures (molls, magatzems, passeigs marítims, dàrsenes, canals, etc.), artesanies (menys de 40 peus de llarg, desplaçaments amb menys de 20 tones), col·leccions d'artefactes (art, eines, fusta, parts de bucs, etc.), recursos culturals abstractes (construcció naval i habilitats d'aparell, tradicions orals, folklore, etc.).

#### Propietats de tradició cultural
En les esmenes de 1992 a la NHPA va permetre que es formés una nova designació d'un nou tipus de propietat, sobre les propietats culturals tradicionals (TCP). Les esmenes van establir que les propietats relacionades amb importància tradicional religiosa i cultural per a algú d'una tribu nativa americana o per a un grup nadiu de Hawaii serien elegibles per al Registre Nacional. Els TCP inclou als llocs sagrats, zones naturals i ocasionalment jaciments arqueològics associats amb els grups arqueològics ancestrals relacionats amb els grups natius americans.